# Raffaele Pierotti
Pour les articles homonymes, voir Pierotti.
Raffaele Pierotti (né le 1er janvier 1836 à Lucques et mort le 7 septembre 1905 à Rome) est un cardinal italien de la fin du XIXe siècle et du début du XXe siècle. Il est membre de l'ordre des dominicains.

## Biographie
Raffaele Pierotti est maître du palais apostolique. Le pape Léon XIII le crée cardinal lors du consistoire du 30 novembre 1896
Il participe au conclave de 1903, lors duquel Pie X est élu pape.

## Source
- http://webdept.fiu.edu/~mirandas/bios1896-ii